# Temporada 2009-2010 del RCD Espanyol
Dades de la Temporada 2009-2010 del RCD Espanyol. L'assistència mitjana al camp fou de 27.936 espectadors.

## Fets Destacats

### Pretemporada
- 2 d'agost de 2009: amb un partit contra el Liverpool FC i un resultat de 3-0 amb victòria de l'Espanyol[4] s'inaugura l'Estadi Cornellà-El Prat.
- 8 d'agost de 2009: A dos quarts de vuit de la tarda, Dani Jarque va ser trobat sense coneixement a l'habitació de l'hotel de concentració de l'equip, després que la seva xicota, amb la qual parlava per telèfon quan va defallir, va avisar per telèfon Ferran Corominas, el seu company d'habitació, durant el sopar de l'equip. Encara que va ser traslladat ràpidament a un hospital, no se'l va poder reanimar. Jarque va morir a causa d'una asistòlia no desfibril·lable[5] al Centre Tècnic Federal de la FIGC al barri de Coverciano, a la ciutat de Florència (Itàlia).[6] Com a conseqüència del tràgic succés, el club anul·là el partit amistós contra el Bolonya FC 1909 i la resta de la gira que tenia programada per Itàlia. Una campanya demana posar el seu nom al nou estadi.[7]
- 22 d'agost de 2009: L'Espanyol guanya el Torneig Costa Brava en vèncer el Girona FC per 2 a 1.[8]

### Temporada
- 20 de desembre de 2009: Després de 533 minuts de partits oficials, l'Espanyol torna a marcar.
- 14 de febrer de 2010: A falta de deu jornades i la salvació a vuit punts, el club va decidir fomentar l'assistència al camp venent entrades a cinc euros a partir del partit del Deportivo de La Corunya. L'afició va donar suport i l'equip va encadenar vuit victòries i un empat en un èpic tram final de curs, salvant la categoria.[9]

## Resultats i Classificació
- Lliga d'Espanya: Onzena posició amb 44 punts (38 partits, 11 victòries, 11 empats, 16 derrotes, 29 gols a favor i 46 en contra). El màxim golejador fou Pablo Daniel Osvaldo, amb set gols.[10]
- Copa del Rei: Eliminat a setzens de final pel Getafe Club de Fútbol després de perdre 2-0 a l'anada i empatar 1-1 a la tornada.
- Copa Catalunya:  Campió. Guanyà la final triangular contra el FC Barcelona i el Centre d'Esports l'Hospitalet[11]

## Plantilla
- Actualitzada l'1 de juliol de 2016.[12]

| P   | D  | Jugador                    | Lliga | Lliga | Copa d'Espanya | Copa d'Espanya |
| P   | D  | Jugador                    | PJ    | G     | PJ             | G              |
| --- | -- | -------------------------- | ----- | ----- | -------------- | -------------- |
| POR | 1  | Carlos Kameni              | 31    | -38   | -              | -              |
| POR | 25 | Cristian Álvarez           | 8     | -8    | 2              | -3             |
| POR | 13 | Javi Ruiz                  | -     | -     | -              | -              |
| DEF | 16 | Nico Pareja                | 30    | -     | 2              | -              |
| DEF | 2  | Javier Chica               | 28    | -     | 1              | -              |
| DEF | 18 | Juan Forlín                | 24    | 2     | -              | -              |
| DEF | 30 | Víctor Ruiz                | 22    | 2     | -              | -              |
| DEF | 12 | Facundo Roncaglia          | 21    | -     | 2              | -              |
| DEF | 3  | David García (2n capità)   | 21    | -     | 1              | -              |
| DEF | 35 | Dídac Vilà                 | 11    | -     | -              | -              |
| DEF | 5  | Iván Pillud                | 9     | -     | 2              | -              |
| DEF | 40 | Jordi Amat                 | 6     | -     | -              | -              |
| DEF | 39 | Ángel Martínez             | -     | -     | -              | -              |
| MIG | 11 | Joan Verdú                 | 34    | 4     | 2              | -              |
| MIG | 22 | Moisés Hurtado (3r Capità) | 31    | -     | 1              | -              |
| MIG | 19 | Fernando Marqués           | 21    | 1     | 1              | -              |
| MIG | 37 | Raúl Baena                 | 19    | -     | 1              | -              |
| MIG | 4  | Javi Márquez               | 15    | 1     | 1              | -              |
| MIG | 7  | Shunsuke Nakamura          | 13    | -     | 2              | -              |
| MIG | 9  | Iván de la Peña ( Capità)  | 4     | -     | 1              | -              |
| MIG | 41 | Mahamat Azrack             | 2     | -     | -              | -              |
| MIG | 29 | Marc Pedraza               | 1     | -     | 1              | -              |
| MIG | 36 | Javi López                 | 1     | -     | -              | -              |
| MIG | 27 | Julián López               | -     | -     | -              | -              |
| MIG | 31 | Juanjo Ciércoles           | -     | -     | -              | -              |
| MIG | -  | Milan Smiljanić            | -     | -     | -              | -              |
| DAV | 10 | Luis García (4t capità)    | 36    | 3     | 2              | -              |
| DAV | 8  | José María Callejón        | 36    | 2     | 1              | -              |
| DAV | 24 | Iván Alonso                | 34    | 5     | 2              | 1              |
| DAV | 20 | Ferran Corominas           | 23    | 1     | -              | -              |
| DAV | 14 | Ben Sahar                  | 22    | 1     | 2              | -              |
| DAV | 17 | Pablo Daniel Osvaldo       | 20    | 7     | -              | -              |
| DAV | 23 | Raúl Tamudo                | 6     | -     | 1              | -              |

### Equip tècnic
- Entrenador:  Mauricio Pochettino
- 2n entrenador:  Joan Antoni Carrillo
- Preparador físic:  Feliciano Di Blasi i  Ramon Català Peiró
- Entrenador de porters:  Thomas N'Kono